# Билль (оружие)

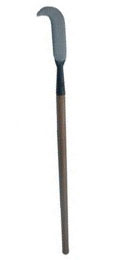
Одна из самых распространенных разновидностей билля

Билль, или билл (англ. Bill, нем. Hippe, фр. Anicroche) — колюще-рубящее древковое оружие типа алебарды или секиры, которое приобрело популярность в военном деле в Европе в позднее Средневековье. Изначально — это инструмент для использования в сельском хозяйстве (для обрезки сучьев). Но этот недорогой в производстве предмет мог оказаться важным оружием для масс пехоты, набранной из простолюдинов. Широкое лезвие на длинном прочном шесте оказалось очень эффективным оружием против рыцарской конницы. Если конец билля делали в виде крюка, то с его помощью было легче стаскивать всадника из седла. Пехотинцев, вооружённых этим предметом, называли билльмены.

## Описание
Билль аналогичен по размеру и функциям алебарде. С его помощью можно наносить рубящие и режущие удары. То есть он совмещал свойства топора и сабли. А крюк на конце позволял воину цеплять рыцаря за выступающие части доспехов. Заострённый крюк мог ещё стать и колющим оружием.

## История

### XV–XVII века

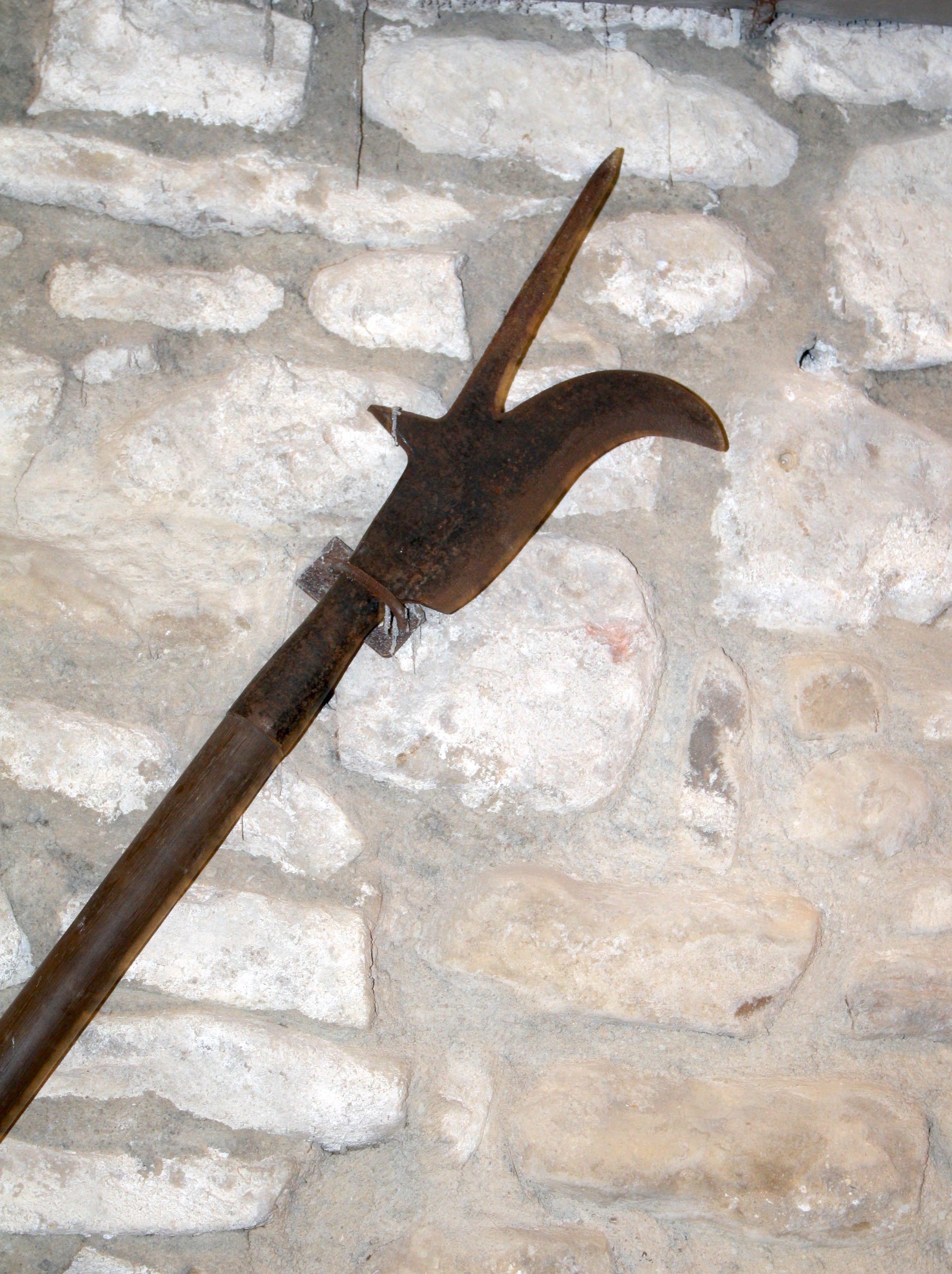
Английский билль нач. XVI в.

Несмотря на то, что похожее по своей конструкции оружие найдено во франкских захоронениях времён Меровингов, широкое распространение оно получило лишь в эпоху Ренессанса, когда в условиях частых военных конфликтов приходилось быстро наращивать численность войск за счёт ополчения из крестьян, которых требовалось вооружить чем-то недорогим и доступным. Аналогично селян вооружали косами (которые крепили к древку не перпендикулярно, а продольно). В Англии этот тип оружия стал активно использоваться во время Войны Алой и Белой розы.
Коллекция разновидностей реконструированных биллей XV века представлена в музейной экспозиции Кардиффском замке. Джордж Сильвер, оставивший в 1599 году описание билля, сообщал, что его длина металлической части составляла 1,5 или 1,8 м, а само древко требовалось делать длиной 2,4 или 2,7 м.

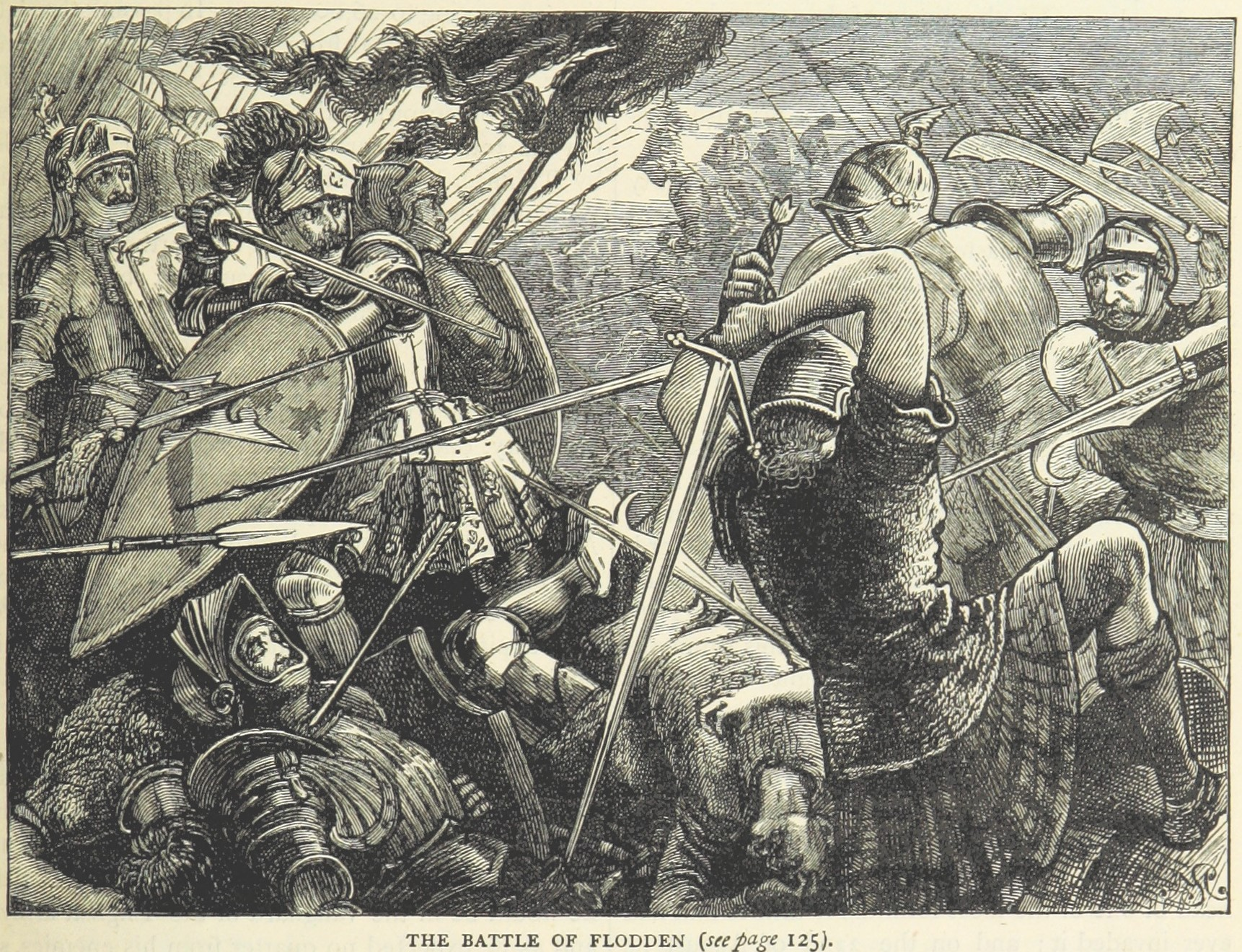
Английские билльмены в битве при Флоддене. Илл. из книги Джеймса Гранта «Британские сражения на суше и на море» (1873)

В начале XVI века, когда в большинстве европейских государств в армиях приняли на вооружение пики и аркебузы, англичане в пехотных построениях предпочитали использовать доказавшую эффективность комбинацию билля и английского длинного лука. Даже в период власти Тюдоров билли всё ещё активно использовались для вооружения пехотинцев. Например, во время конфликтов с Шотландией. Битва при Флоддене в 1513 году стала классическим противостоянием, когда основу войска английской пехоты составляли билльмены. И даже позднее, во время Итальянской войны 1542—1546 годов многие английские пехотинцы использовали билль как основное оружие.
С середины XVI века англичане стали всё чаще вооружать пехотинцев пиками. Однако билли, как и другие виды алебарды, ещё очень долго сохраняли своё значение. В 1588 году английские отряды состояли из 36 % из аркебузиров, на 6 % из мушкетёров, на 16 % из лучников, на 26 % пикинёров и на 16 % из билльменов.

### XVIII век и позднее
Наряду с пикой билль упоминается как один из главных типов оружия ирландских повстанцев в Ольстере во время восстания 1798 года.
Хотя в качестве холодного оружия билль уже устарел к XVII веку, он оказался очень полезен (наравне с другим устаревшим оружием и доспехами) колонистам в Новом Свете. В противостоянии с аборигенами это архаическое оружие по-прежнему было необыкновенно эффективным. Причём английские колонисты уверенно использовал билли как в схватках с индейцами, так и в конфликтах с испанцами. Археологи не раз находили это оружие во время раскопок на территории Джеймстауна, в штате Вирджиния.

## Билль на вооружении вне Европы
Оружие, очень похожее на билль, активно использовались в армиях средневековой Индии, в основном в Бенгалии.